# Mary-Margaret Humes
Mary-Margaret Humes (* 4. April 1954 in Florida) ist eine US-amerikanische Schauspielerin.

## Leben
Aufgewachsen in Watertown, New York, begann sie ihre Karriere mit einer Nebenrolle in der populären Fernsehserie Ein Duke kommt selten allein (1980). Danach war sie in knapp 30 weiteren Serien in Gastrollen zu sehen, darunter in Knight Rider, Das A-Team, Hunter, Ein Colt für alle Fälle, Harrys wundersames Strafgericht, T. J. Hooker, Jake und McCabe – Durch dick und dünn, Matlock und CSI: Den Tätern auf der Spur.
1981 spielte sie eine Hauptrolle in Mel Brooks’ Film Mel Brooks – Die verrückte Geschichte der Welt. Von 1998 an war Humes in ihrer bekanntesten Rolle als Dawson Leerys Mutter Gail in der Serie Dawson’s Creek in allen sechs Staffeln regelmäßig zu sehen. Nach dem Serienende trat sie nur noch gelegentlich in Fernsehproduktionen und Filmen auf.
Seit 1992 ist Humes mit ihrem Ehemann Raul A. Bruce verheiratet.